# Riffelbildung

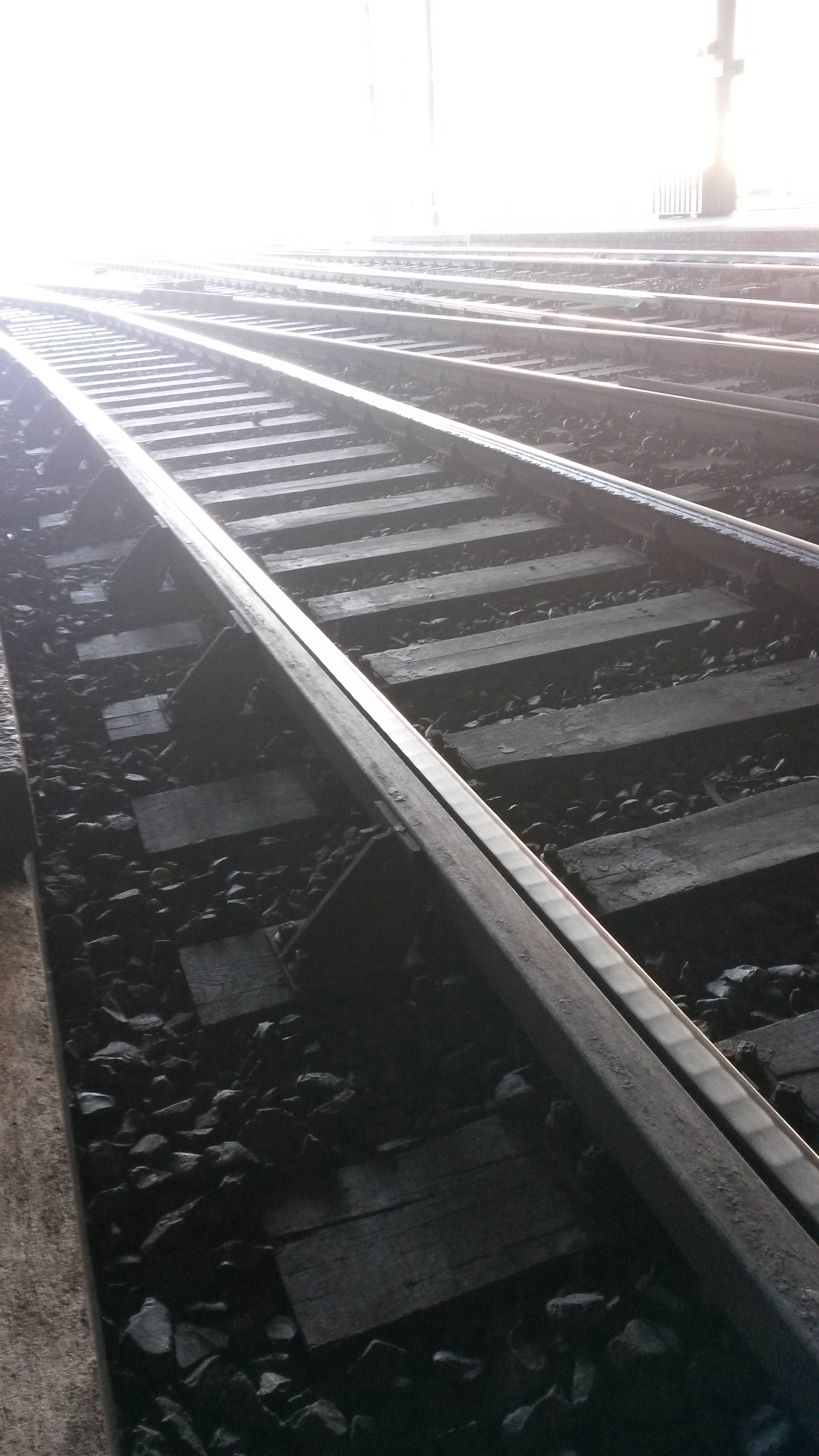
Riffelbildung aufgrund des Schlupfes der Innenschiene im Bogen eines Normalspurgleises

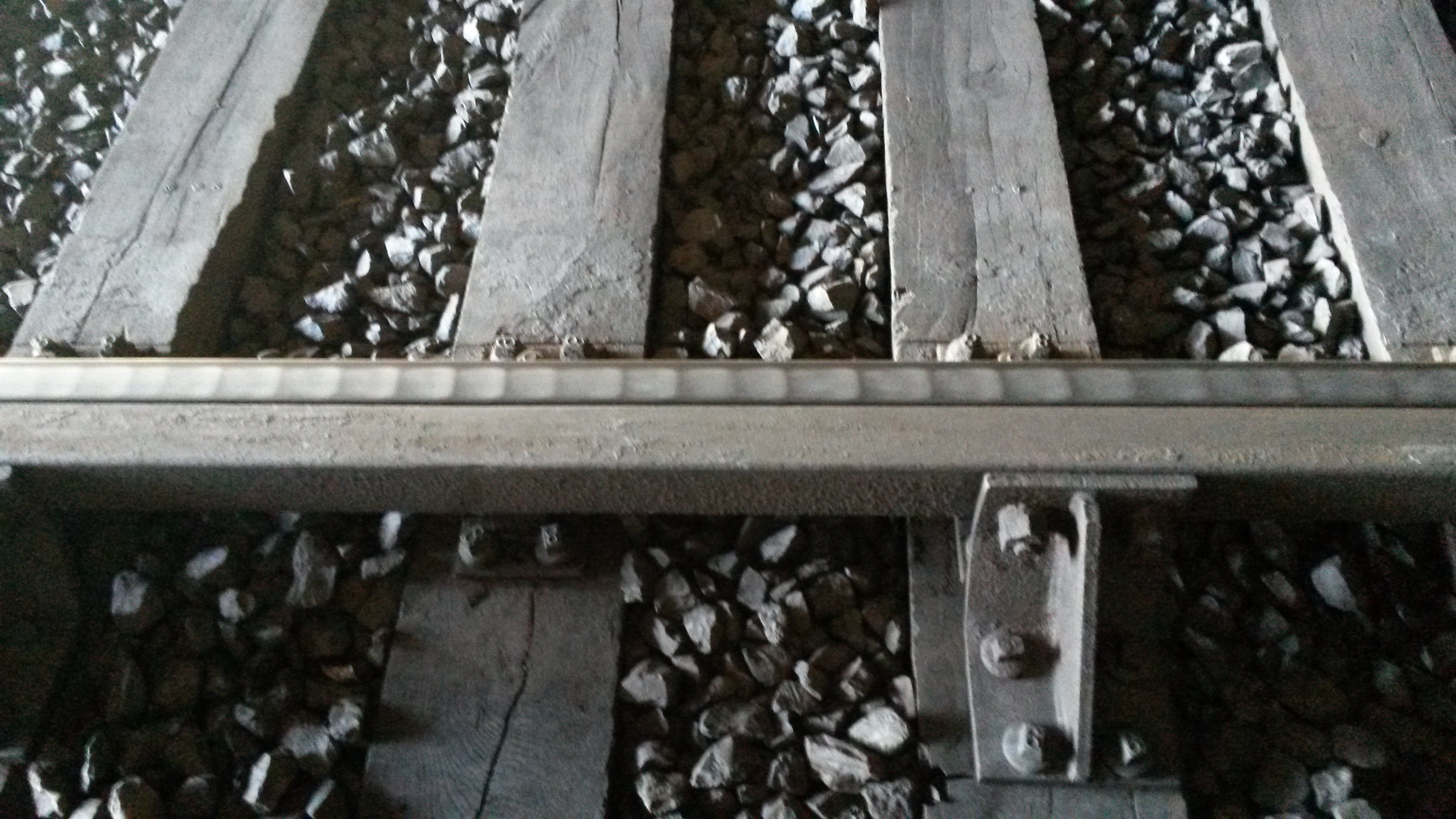
Geriffelte Schiene in der Nahansicht

Riffelbildung bezeichnet das Entstehen wellenförmiger Vertiefungen im Fahrspiegel von Eisenbahn-Schienen. Die Ursachen sind vielgestaltig, besonders häufig kommen sie durch schleifende Abnutzung beim Bremsen und bei Kurvenfahrten von Zügen und durch Unregelmäßigkeiten der Räder zustande. Riffelbildungen werden durch Abschleifen mit einem speziellen Schienenschleifzug beseitigt. Die Riffel finden sich häufig auf kurvenreichen Streckenabschnitten.
Die eigentliche Ursache der Riffel ist im Zusammenhang zwischen Gleisgeometrie und der immer leicht schwingenden Bewegung der konischen Radsätze (Sinuslauf) auf den Schienenköpfen zu sehen. Diese an sich konstante Schwingung kann durch verschiedene Faktoren gestört werden, und damit wird die Abnutzung des Schienenkopfs punktuell erhöht.
Auch bei Straßenbahnen tritt dieser Effekt auf. Das liegt zum Teil am Oberbau und an der Gleisgeometrie (alter) Straßenbahnstrecken, bei denen die Schienenköpfe beider Schienen nicht leicht nach innen geneigt sind.